# Lepidonotothen squamifrons
Lepidonotothen squamifrons (Günther, 1880), conosciuto nei paesi anglofoni come grey rockod o nototenia grigia, è una specie di pesce attinopterigo della famiglia dei Nototenidi. Unica specie conosciuta del suo genere, è nativa dell'Oceano Australe.

## Tassonomia
Lepidonotothen squamifrons venne descritto formalmente per la prima volta nel 1880 come Notothenia squamifrons dall'ittiologo inglese (ma nato in Germania) Albert Günther, con il tipo nomenclaturale raccolto vicino alle Isole Kerguelen durante la Spedizione Challenger. Nel 1976, l'ittiologo sovietico Arkady Vladimirovich Balushkin spostò questa specie nel genus Lepidonotothen, rendendolo di fatto un genere monotipo. Nonostante ciò, altre autorità classificano questo genere solamente come un sottogenere dei Nototheniidae, ma la quinta edizione di Fishes of the World non include sottogeneri nei Nototheniidae; altri sostengono che anche Lepidonotothen kempi faccia parte di questo genere. Il nome del genere è un composto di lepido, che significa "scagliato, dotato di scaglie", in riferimento alle scaglie in cima alla testa e alle mascelle di questa specie, e notothen, indicando che sia una nototenia, mentre il nome specifico è una combinazione di squamis, ovvero "squama" e frons, cioè "fronte", un'allusione alla testa ricoperta da piccole scaglie al di sopra delle narici.

## Descrizione
Il grey rockod ha un corpo oblungo, compresso a livello della coda. Gli occhi sono posizionati dorsalmente e hanno un rigonfiamento che gli fa superare il profilo dorsale della testa ed essendo separati da uno spazio molto ristretto, meno largo del diametro dell'occhio. I pori dei canali sensoriali sono piccoli e la minuta bocca non arriva ad estendersi alla metà dell'occhio e non possiede denti simili a canini. La testa è quasi completamente squamata. Sono presenti due linee laterali, una superiore ed una mediana, entrambe coperte di scaglie tubolari. Le pinne pettorali risultano più piccole di quelle pelviche e nella pinna caudale sono presenti 15-17 raggi ramificati tondeggianti o tronchi. La prima pinna dorsale ha 4 o 5 raggi spinosi , la seconda 36-37 raggi molli mentre la pinna anale dai 29 ai 33. Questa specie raggiunge una lunghezza massima di 55 centimetri, anche se la media degli esemplari è di 35. Gli esemplari conservati in alcool presentano un corpo di colore grigiastro, coperto nella parte superiore da 9 larghe strisce scure non uniformi che collegano la parte inferiore. Una striscia scura sulla parte anteriore del muso si estende al margine inferiore del pre-opercolo, con una seconda striscia che da sotto l'orbita raggiunge l'opercolo; altre due bande nere sono osservabili sopra gli occhi. La parte posteriore della prima pinna dorsale è nerastra.

## Distribuzione, habitat e biologia
L. squamifrons si trova nel mare antartico e nelle acque fino alle Isole Falkland, alla Georgia del Sud e all'Isola Bouvet; si hanno anche incontri con questa specie nelle isole sub-antartiche e nelle zone meridionali dell'Oceano Indiano e del Pacifico. Abita profondità comprese tra i 10 e i 900 metri ma più frequentemente è riscontrato tra i 195 e i 312. 
La nototenia grigia è la specie di pesce dominante nelle acque delle Isole Kerguelen, dove è presente la maggior produzione di plankton in tutto l'Oceano Australe, e la sua popolazione ha uno dei tassi di crescita maggiori della zona. Questo pesce raggiunge la maturità sessuale alla lunghezza di 34-36 centimetri e all'età di 8-9 anni, molto più velocemente di altre popolazioni antartiche della stesse dimensioni attualmente studiate. La fregola avviene alla fine di ottobre, tranne per le popolazioni della Georgia del Sud, dove curiosamente avviene a febbraio. Lo sviluppo embrionale impiega circa due o tre mesi e alcune larve pescate nella Georgia del Sud in dicembre raggiungevano una lunghezza di 3 centimetri. Gli esemplari femminili delle Isole Kerguelen depongono dalle 48 650 alle 196 150 uova in una stagione, quando raggiungono una lunghezza compresa tra 28 e 44 centimetri, mentre in Georgia del Sud vengon deposte 69 000–185 000 uova da esemplari tra i 35 e 50 centimetri. Le uva hanno un diametro di 1,4 millimetri.
Questa specie si ciba principalmente di grande plancton, in larga parte crostacei, cnidari e salpe, ma anche pesci presenti nella colonna d'acqua. Sebbene non sia così interessata nella Georgia del Sud, è oggetto di pesca commerciale nelle Isole Kerguelen, tanto che solamente Notothenia rossii e Champsocephalus gunnari sono catture più importanti ed ambite di questa specie.